# Вей Нін
Вей Нін  (кит.: 魏 寧, 5 серпня 1982) — китайська стрілець, олімпійська медалістка.

## Виступи на Олімпіадах
| Олімпіада   | Дисципліна        | Місце |
| ----------- | ----------------- | ----- |
| Афіни 2004  | круглий стенд     | 2     |
| Пекін 2008  | круглий стенд     | 6     |
| Лондон 2012 | круглий стенд     | 2     |
| Ріо 2016    | Стендова стрільба | 9     |